# Fuggerei

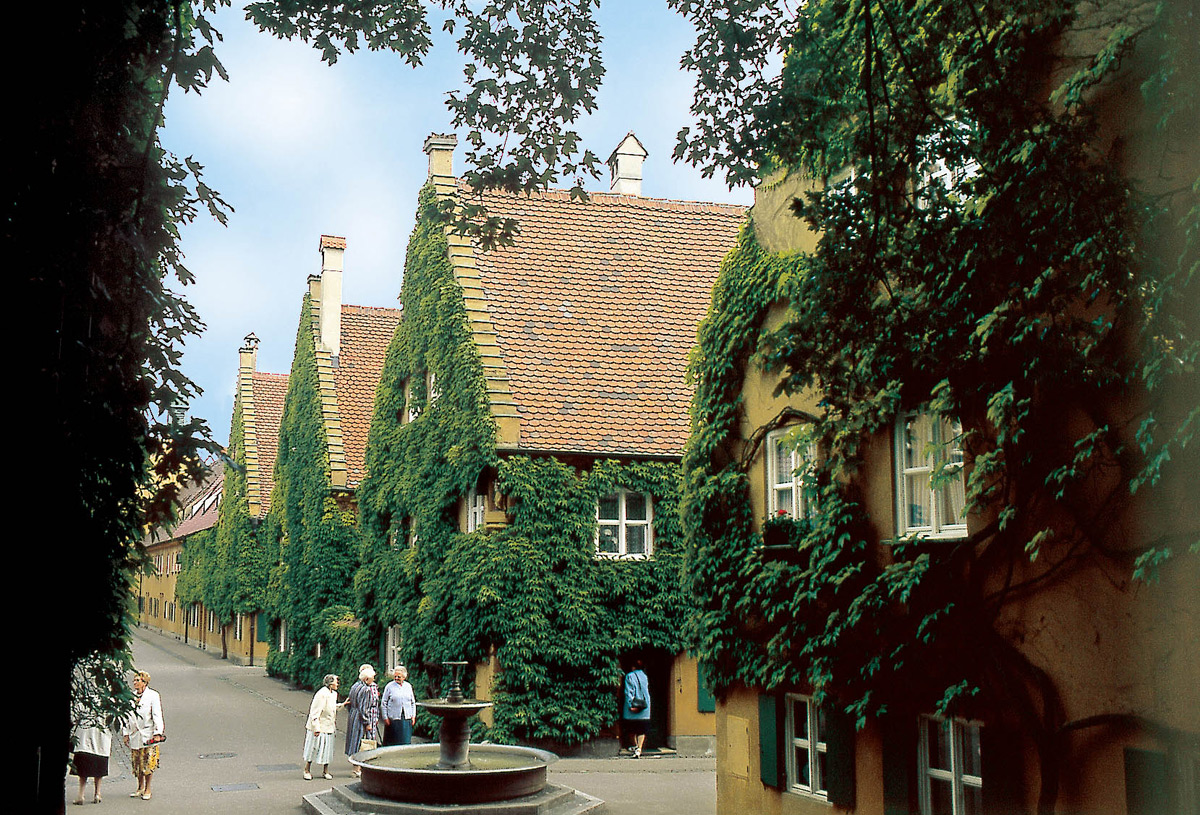
Herrengasse dans la Fuggerei

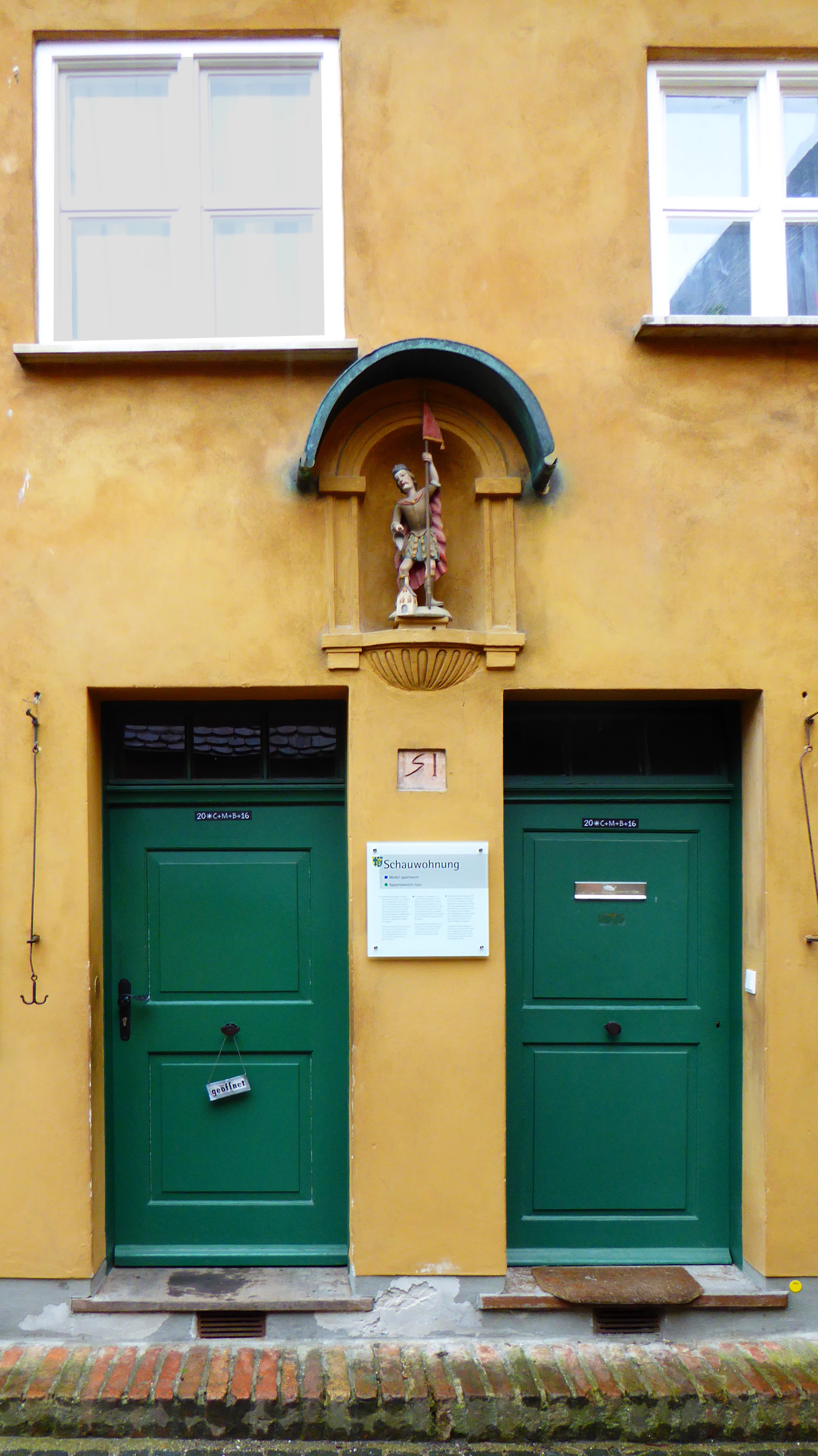
Maison de Franz Mozart

La Fuggerei est le plus vieil ensemble de logements sociaux du monde encore en fonction à ce jour. Elle a été créée dans le faubourg de Jakob - la Jakobervorstadt - à Augsbourg, en Allemagne, dans le land de Bavière par Jacob Fugger dit le Riche ((de) Jakob Fugger von der Lilie) de la richissime famille des Fugger en 1516. La charte de fondation date de 1521. Elle continue de fonctionner pratiquement à l'identique jusqu'à nos jours. Elle appartient à ce jour à une fondation privée contrôlée par les trois lignées de la famille Fugger.

## Description
Les pauvres depuis l'origine continuent de payer aux fondations princières et comtales des Fugger un loyer annuel d'un florin rhénan (soit actuellement 0,88 €). Pour ce prix, chacun dispose d'une habitation de deux petites pièces (60 m2 au total) dans une maison avec un étage, séparé du rez-de-chaussée par un plancher (des planches simples). Les logements au rez-de-chaussée disposent d'un jardin, les logements à l'étage d'un grenier ; tous disposent d'une entrée particulière. Toutes les habitations y sont identiques.
En plus du loyer, les habitants doivent payer les charges pour l'eau et l'électricité, soit 80 à 120 euros par mois.
Les demandes de logement sont nombreuses, le délai d'attente est d'environ sept ans. L'attribution d'un logement est valable à vie et l'âge moyen est de 63 ans en 2016.
Il faut être catholique pratiquant et une base essentielle du règlement intérieur est la récitation quotidienne d'un Pater, d'un Ave et d'un Credo à l'intention des Fugger et des autres bienfaiteurs du lieu. Il n'y a pas de contrôle et beaucoup de résidents ne récitent pas ces prières. Il faut également avoir une bonne réputation, gagner moins de mille euros par an et participer à l'entretien des jardins et aux rondes de nuit. Aujourd'hui, ses descendants lointains regroupés dans une fondation gèrent toujours ce logement social dans des critères similaires à celles de 1521 : 150 personnes y vivent à l’année.
La Fuggerei constitue ainsi une petite cité dans la cité. C'est un patrimoine matériel et culturel utilisé a des fins privées (logements sociaux) et publics (musées). Elle possède une église et ses propres services administratifs. Elle a été construite entre 1514 et 1523 sous la direction de l'architecte Thomas Krebs et c'est l'architecte Hans Holl qui en a construit l'église en 1582 : Saint-Marc. La Fuggerei s'est encore étendue vers 1880 et vers 1938. Elle se compose aujourd'hui de 67 maisons avec 147 logements datant de la Renaissance, un puits et une maison de retraite.
Cette ville dans la ville, telle qu'on l'appelle également, est entourée d'une muraille urbaine avec cinq barrières fermées chaque soir à 22 heures par la garde de nuit. Toute arrivée après 22 heures est sanctionnée par le paiement d'une amende de 0,50 €. Après minuit, c'est un euro. Elle a dû être rénovée après avoir été endommagée au cours de la Deuxième Guerre mondiale.
Un logement de rez-de-chaussée est utilisé aujourd'hui comme musée et peut donc être visité. Le tourisme permet de financer 10 % du budget de la Fuggerei.
Le maçon Franz Mozart, arrière-grand-père de Wolfgang Amadeus Mozart, a habité la Fuggerei de 1681 à 1694, ce que rappelle aujourd'hui une plaque commémorative.

## Le musée
Des centaines de milliers de touristes visitent la Fuggerei chaque année. Il est mis à leur disposition 3 musées. Le musée de la Vie Quotidienne avec 2 appartements témoins. Le musée sur l’histoire des fondateurs ouvert en 2006 (films, textes, illustrations et de divers objets), et un bunker, créé en 1943, aménagé en 2008 en un musée documentant sur les attaques, l’étendue des destructions et de la reconstruction de la Fuggerei lors de la Seconde Guerre mondiale. Des visites guidées sont organisées par du personnel formé.
La visite de la Fuggerei coûte 8 € par adulte (2023), soit un peu plus de 9 fois la totalité du bail annuel.

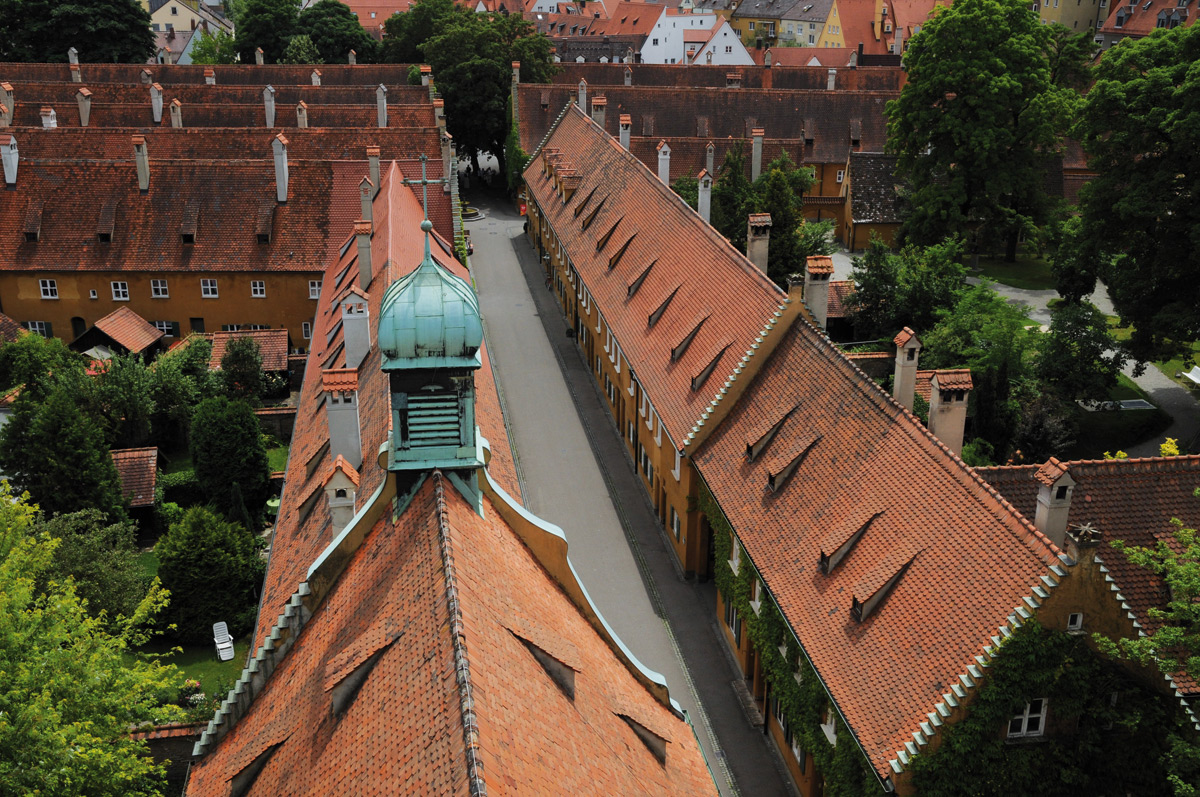
La fondation caritative se compose de plusieurs rues avec rues transversales.

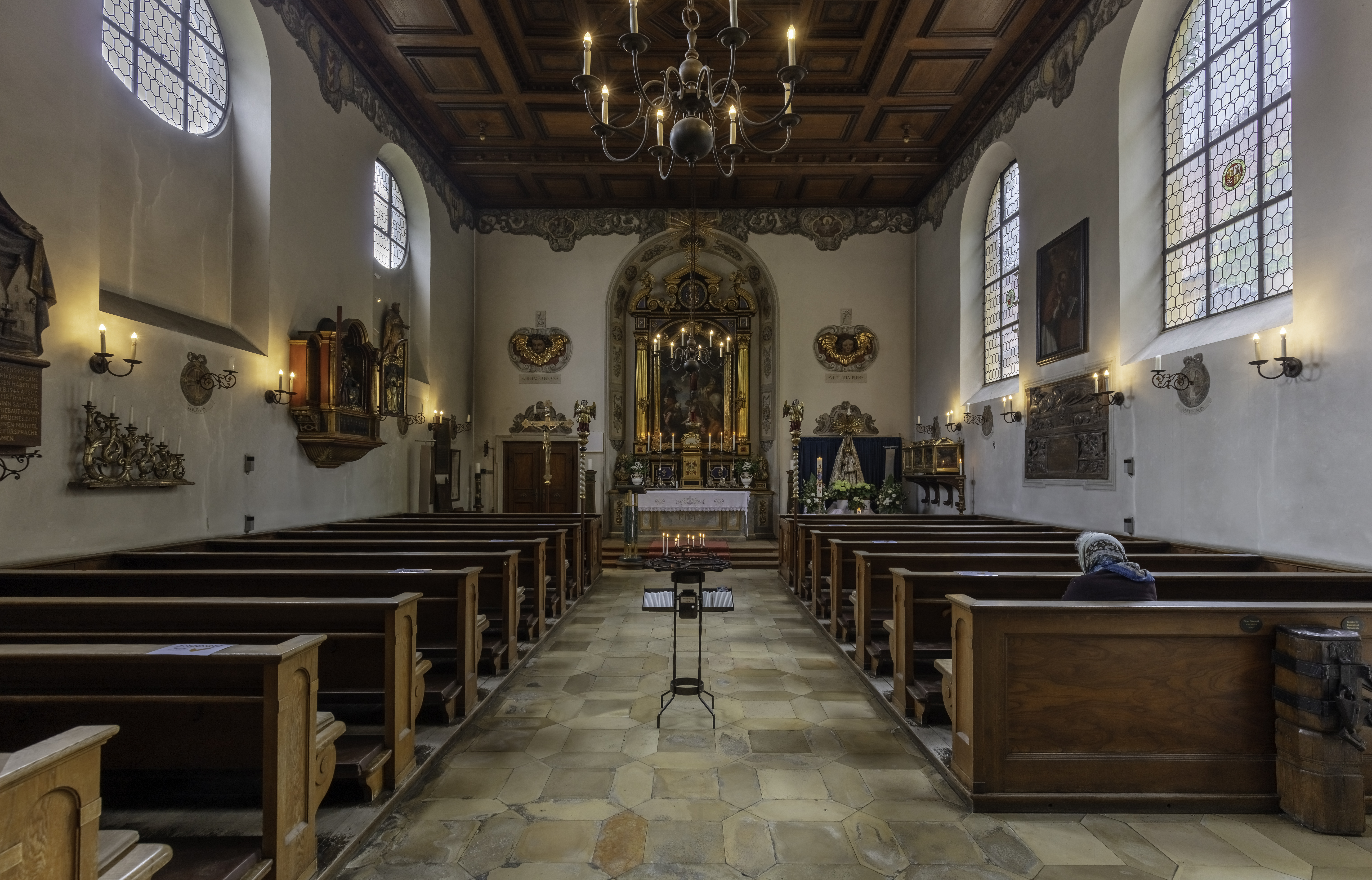
Église Saint-Marc de la Fuggerei.